# Osiedle Słowackiego (Wronki)
Osiedle Juliusza Słowackiego – osiedle położone w centralnej części Wronek.
Osiedle położone na lewym brzegu Warty, zabudowa wielorodzinna, bloki o wysokości 3 i 5 kondygnacji. 